# Drainage agricole
Pour les articles homonymes, voir Drainage.

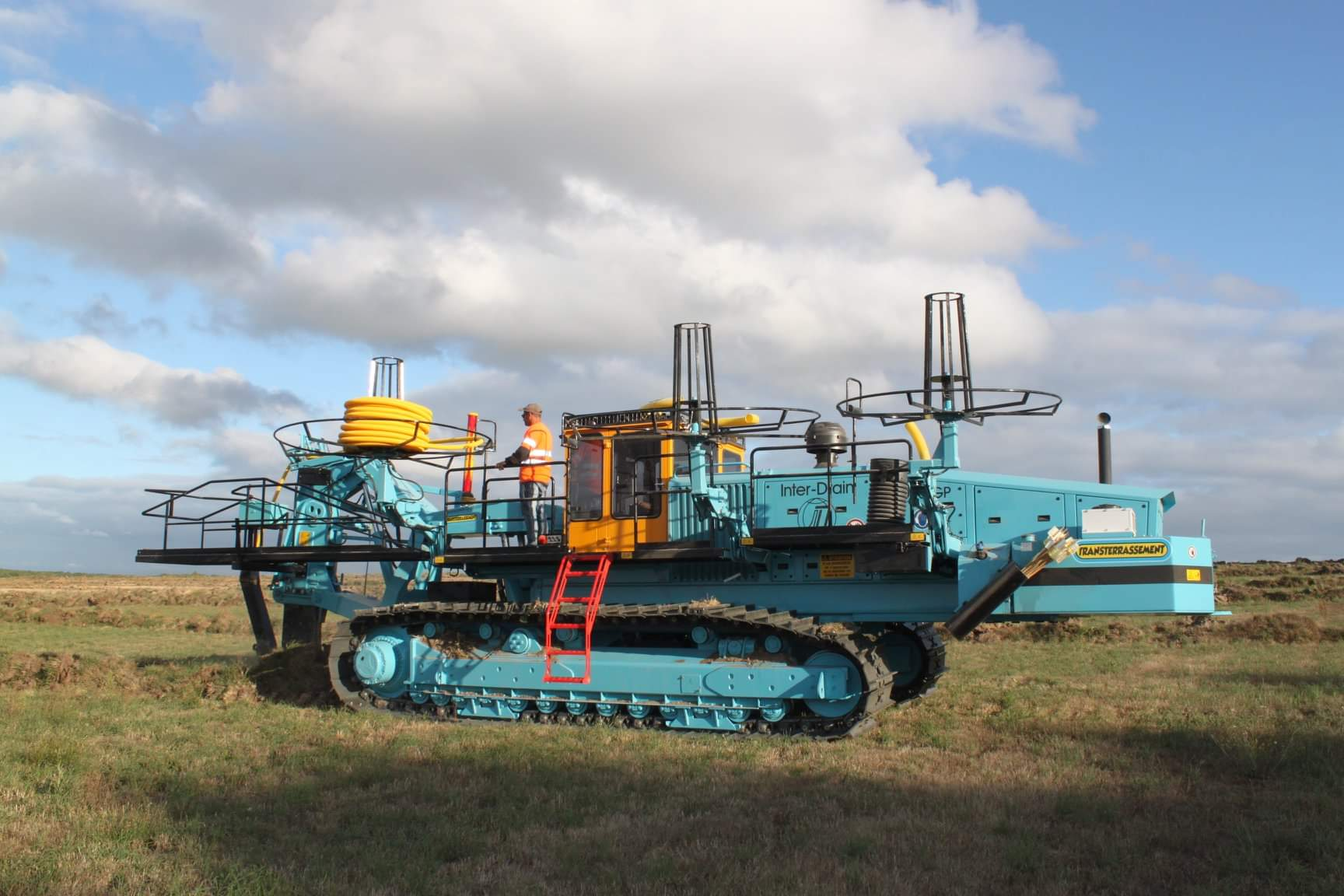
Drainage agricole.

En agriculture, sylviculture et parfois dans le domaine de l'urbanisme, le drainage est une opération qui consiste à provoquer artificiellement l'évacuation de l'eau gravitaire présente dans la macro-porosité du sol à la suite de précipitations. Le drainage a été intensivement pratiqué dans presque tous les bassins hydrographiques d'Europe de l’Ouest, dans certaines zones d’Asie, puis d’Amérique du Nord, non sans impacts hydrologiques et écologiques.
Cette évacuation des eaux superficielles peut s'effectuer grâce à des drains et, dans les zones plus humides, des fossés, voire des réseaux de petits canaux, éventuellement associés à des pompes ou à des moulins à vent chargés de relever les eaux (pompe à vent, tjasker dans les polders, dans certains « bas-champs » aussi).
- Les fossés, creusés dans le sol ou les tourbières, constituent une solution efficace et économique mais peu adaptée à l'agriculture mécanisée. Dans les zones très humides, ils sont plus larges et profonds (becques, watringues, watergangs et canaux du nord, de la Flandre maritime belge et des Pays-Bas par exemple).

- Les drains agricoles sont enterrés dans le sol à une profondeur et selon un écartement calculés. Ils étaient autrefois constitués d'éléments en terre cuite, emboîtés les uns dans les autres, remplacés par des tubes plastiques flexibles perforés et parfois recouverts d'une mousse synthétique (pour empêcher l'entrée des racines à l'intérieur du drain).

La mise en place de grands réseaux de drainage représente une opération coûteuse, nécessitant une collaboration entre les agriculteurs, les organismes qui les représentent, les pouvoirs publics, les bureaux d'étude et riverains. Elle peut être réalisée à grande échelle dans le cadre de remembrements.

## Utilité
Le drainage est préconisé en agriculture pour les sols hydromorphes. C’est aussi une technique de gestion des sels en excès dans les systèmes irrigués, où le drainage est un élément clé dans la durabilité du système.

## Histoire

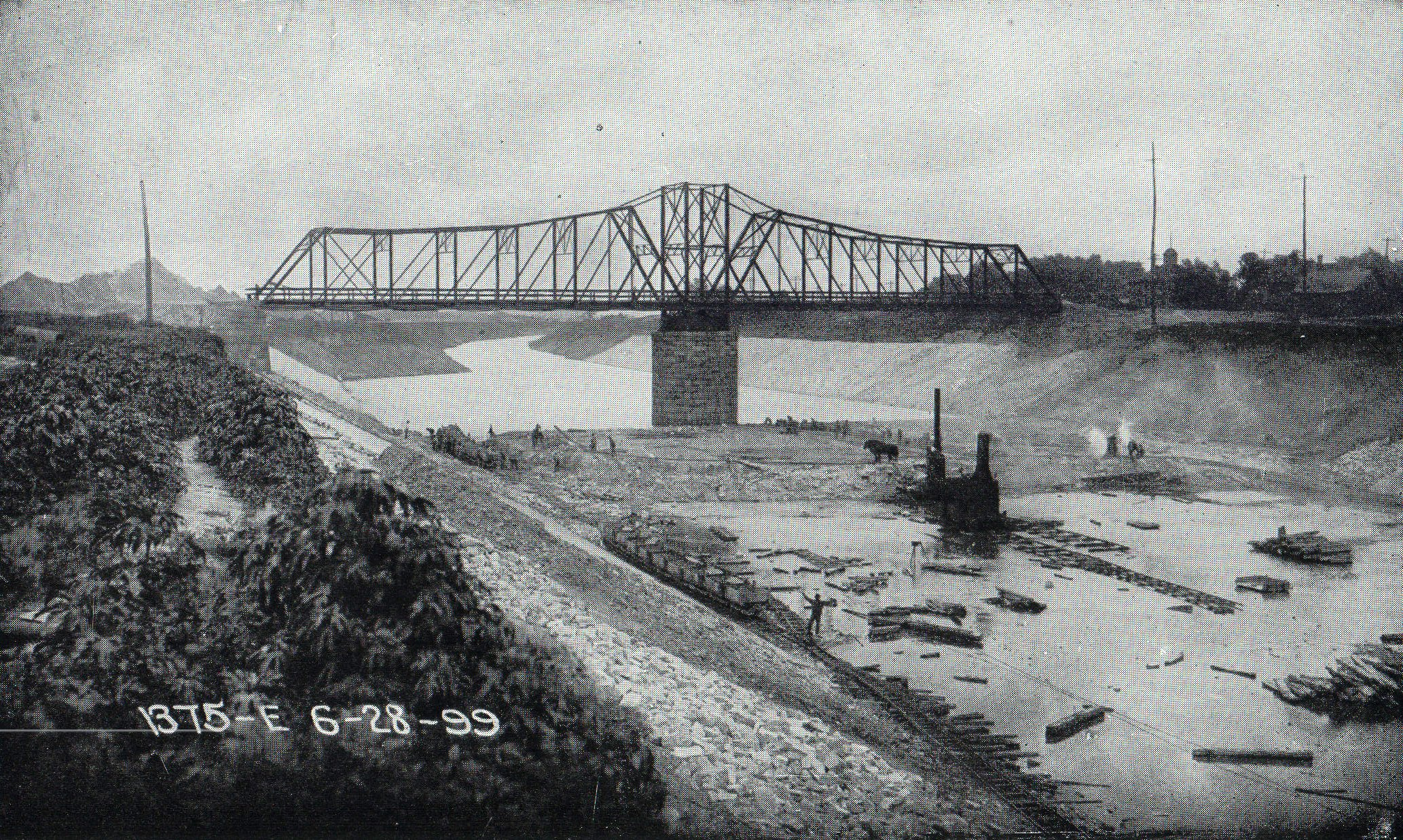
Les moyens mécaniques permettaient aux s de creuser de larges canaux de drainage (canal de Chicago), qui étaient également utilisés pour le transport.

Le mot « drainage » est un emprunt à l'anglais drain, du XIXe siècle (anglicisme).
Le drainage existe depuis la Préhistoire. On en trouve des traces anciennes sur tous les continents. Il a généralement contribué à de nettes améliorations de la productivité.
Souvent confondu avec l’assainissement des milieux, c’est aussi en Europe et en Asie, de la fin du Moyen Âge au XVIIIe siècle, un moyen de faire disparaître les zones humides peu accessibles aux armées : zones où l’Église et/ou les royaumes ont plus de mal à étendre leur autorité.
Localement, il est encouragé pour des objectifs de démoustication, comme en Dombes avec Césaire Nivière.
En permettant de constituer des polders, le drainage, avec l'assistance du moulin à vent ou du moulin à aubes, animé par des animaux, est également un moyen de gagner du terrain sur la mer, aux Pays-Bas notamment.
Le saule et le peuplier, caractérisés par un bouturage facile, une croissance rapide et un fort pouvoir d'évapotranspiration ont aussi été utilisés pour faire baisser le niveau des nappes superficielles, notamment autour des cultures et vergers. Ainsi, à propos de la Flandre française du milieu du XIXe siècle, le naturaliste J. Macquart écrivait-il en 1851 : « Le bord des chemins est planté de Peupliers de Hollande (Bois-blancs), dont les racines traçantes raffermissent le sol et en absorbent l'humidité, tandis qu'un large fossé préserve de cet effet les champs riverains ».
En France, le travail de dessiccation des marais, a d'abord été réalisé par les abbayes. Souvent interrompus sous la guerre de Cent Ans et les guerres de Religion, ce travail se poursuit au XVIIe siècle avec le concours des Néerlandais (Humphrey Bradley). Sur tous les rivages d'Europe occidentale, de la Hollande aux Fens, et des Charentes aux étangs littoraux d'Italie, les dessécheurs sont au travail, entre 1600 et 1660.
Par le Land Drainage Act de 1847 qui ne sera que le premier, l’Angleterre s'engage dans des travaux de drainage des terres de grande envergure, suivie aussitôt par la France. À l’occasion, un métier apparait celui de « draineur ». Les mots « drainer » « drain » « draineur » « drainage » passent en force dans la langue française, dans une traduction de l'ouvrage de Henry Stephens, « A manual on practical draining », par un certain Auguste Faure (1807-1863). Une première mention du terme dans le dictionnaire de la langue française (Littré) (Tome 2. 1873) donne cette définition pour drainage : l'« Art d'assainir les terres trop humides au moyen de rigoles souterraines que l'on garnit intérieurement de pierres ou de fascines, de briques ou de tuiles ; on remplace le plus souvent ces rigoles par des tuyaux en terre cuite, dits drains ». Le « drain » nous dit le même dictionnaire est un tuyau de terre cuite « servant à recevoir l'eau dans l'opération du drainage ; les tuyaux, de 30 centimètres de longueur environ, sont placés bout à bout ; et les interstices des jointures suffisent pour laisser filtrer l'eau ».
Un siècle plus tard, au milieu du XXe siècle, le monde agricole parle de valorisation des zones humides par le drainage, alors que les protecteurs de l’environnement dénoncent là un puissant moyen de destruction de ces mêmes zones humides. Les pouvoirs publics dans la plupart des pays favorisent encore le drainage jusque dans les années 1990, généralement sur sollicitation du monde agricole. C'est seulement avec la prise de conscience de la valeur écologique et fonctionnelle des zones humides que beaucoup de collectivités abandonnent leur soutien technique ou financier au drainage. Certaines financent même des restaurations de zones humides et des techniques d'assainissement plus douces (noues, lagunage naturel, zones tampons humides artificielles, etc.).
Des drainages successifs ont souvent été faits au cours des siècles, dont la mémoire a été en grande partie perdue. En France, où ces données étaient plus ou moins conservées par l'administration, les financiers, les agriculteurs et les entreprises de travaux, un observatoire du drainage agricole en ligne est expérimenté en 2017 sur une partie de la Normandie. Toutes les archives publiques du drainage des départements de la Seine-Maritime et de l’Eure ont été bancarisé. Selon l'AREAS (Association de recherche sur le ruissellement, l’érosion et l’aménagement du sol), cela correspond à environ 37 000 ha de surfaces drainées sur l’ancienne Haute-Normandie. L’AREAS et le BRGM se sont associés depuis pour concevoir et mettre en place un outil en ligne, la BD Drainage, qui depuis 2023 se déploie à l’échelle nationale. Fonctionnant sur un mode collaboratif, chaque structure peut y ajouter les informations dont elle dispose. 

## Principes techniques du drainage agricole

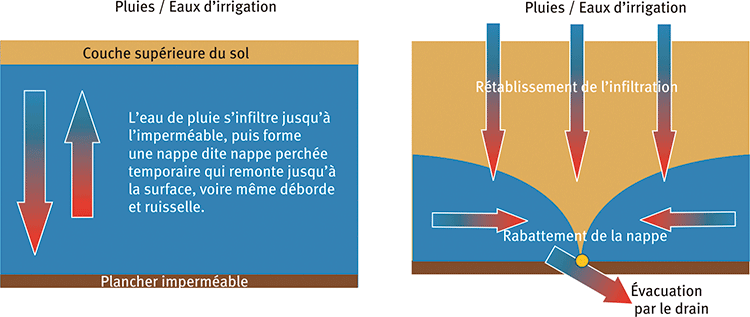
Représentation schématique d’une nappe perchée temporaire en situation non drainée (à gauche) et drainée par tuyaux enterrés (à droite). Le plancher imperméable (en marron) se situe en général entre 40 cm et 1 m de profondeur et les drains sont aux environs de 80 cm de profondeur.

Le drainage agricole consiste à évacuer l’eau hors des parcelles et hors du bassin versant lorsque celle-ci est en excès. Il se pratique dans des sols engorgés pour la plupart à cause d’une nappe perchée temporaire. À la différence d’un sol sain, ces sols présentent entre 60 cm et 1 m une discontinuité texturale constitutive d’un plancher dit imperméable. L’eau de pluie s’infiltre jusqu’à l’imperméable, puis forme une nappe dite nappe perchée temporaire qui remonte jusqu’à la surface, voire déborde et ruisselle. La présence de drains permet de rabattre la nappe puis d'évacuer l'eau par tuyaux enterrés. Le niveau de la nappe baisse rapidement, ce qui permet de favoriser le développement des racines, et donc des cultures, augmenter le nombre de jours disponibles pour le travail du sol, ajuster les apports d’intrants, contrôler les impacts.

## Les chiffres du drainage en France et en Europe

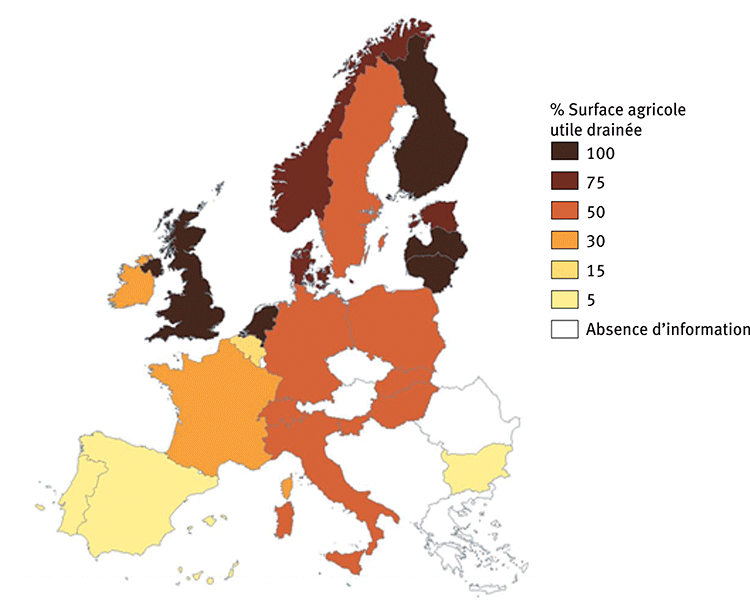
Superficies drainées en Europe en % de la SAU (données résultant du croisement de différences sources : les déclarations des États membres de l’ICID ; les bases de données FAO et la Banque mondiale.

D'après les experts Irstea (devenue INRAE en 2020) du drainage agricole dans un rapport publié en 2015 pour le compte du ministère de l’Agriculture, la superficie des terres drainées en France s’établirait à un peu plus de 3000000 ha, soit 10% de la SAU (surface agricole utile) ou 20% de la sole céréalière. On peut estimer que l’accroissement annuel sur la période serait de l’ordre de 20000 ha an-1, avec de fortes variations interannuelles.
Plus on remonte vers le nord, plus la part de surface agricole utile (SAU) de superficies drainées augmente en pourcentage allant de 40 % à 50 % en Allemagne à 100 % (voire + de 100 %) dans certains pays baltes et scandinaves ainsi qu'aux Pays-Bas.
Dans les pays du nord de l'Europe, "la faible superficie arable et le faible nombre de jours favorable aux cultures font que les terres doivent se ressuyer au plus vite après le dégel. Les ingénieurs recourent à des techniques sophistiquées pour drainer des tourbières ou des sols sulfatés acides, car chaque hectare compte dans la balance alimentaire".

## Impacts environnementaux

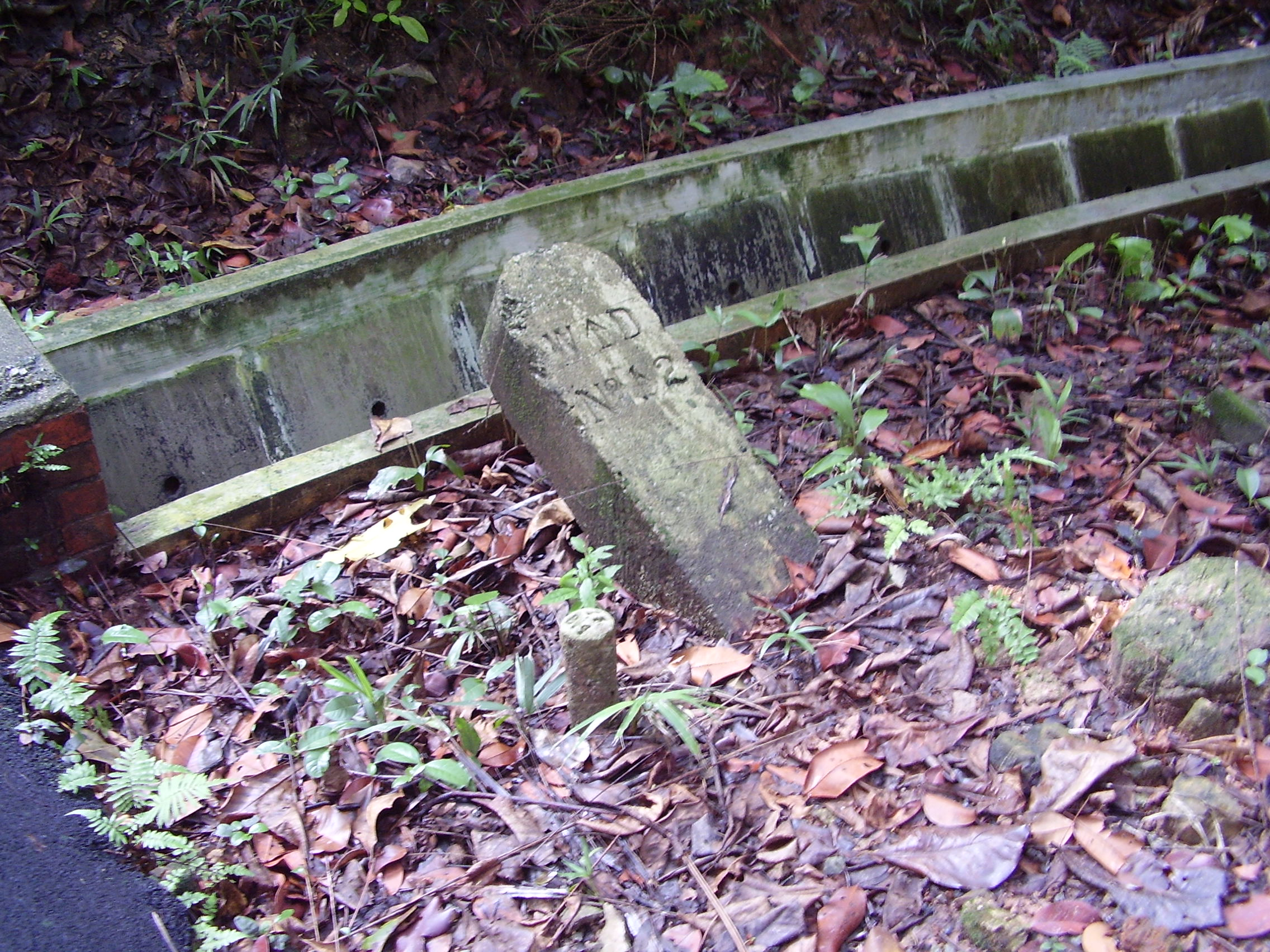
Certains systèmes de drainage, bien que superficiels, peuvent contribuer à la fragmentation écopaysagère (Labrador).

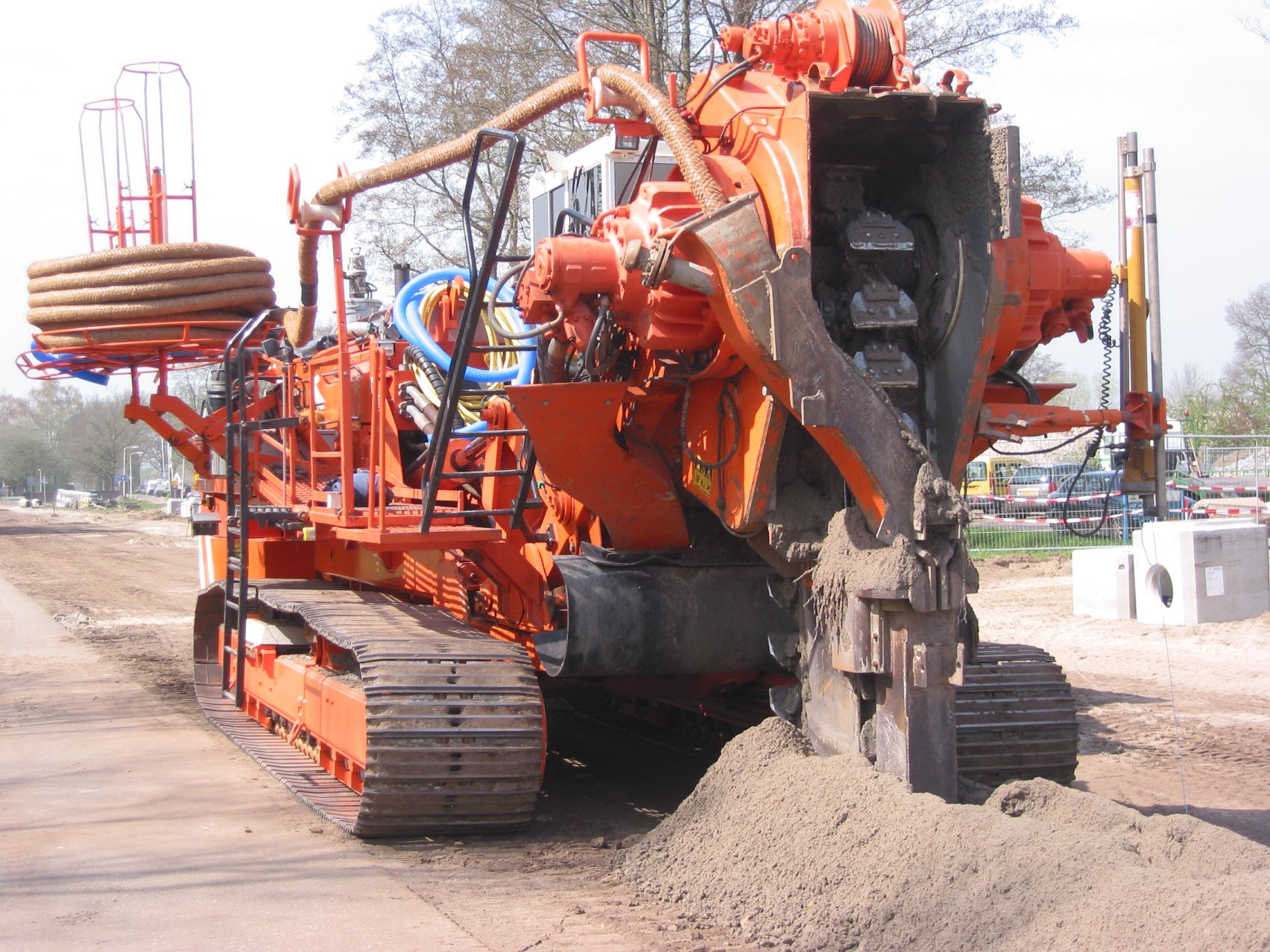
Au XXe siècle, la mécanisation des moyens de drainage a permis un drainage plus complet, plus rapide, radical et profond, bouleversant peu à peu les paysages alluviaux et les écosystèmes humides.

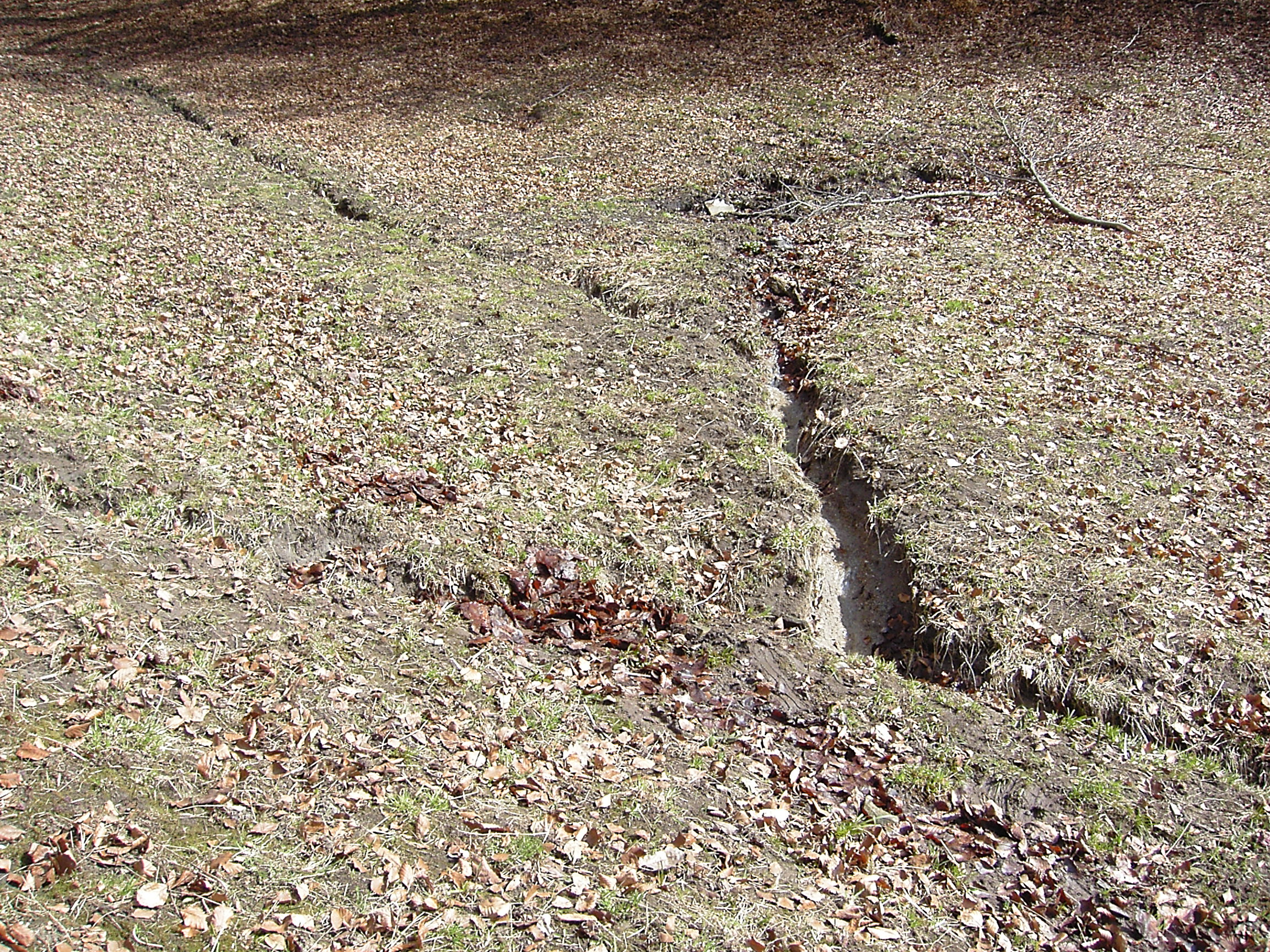
Le drainage commence parfois assez haut en montagne, dès le haut du bassin versant, là où les embâcles naturels ou les castors auraient retenu l'eau.

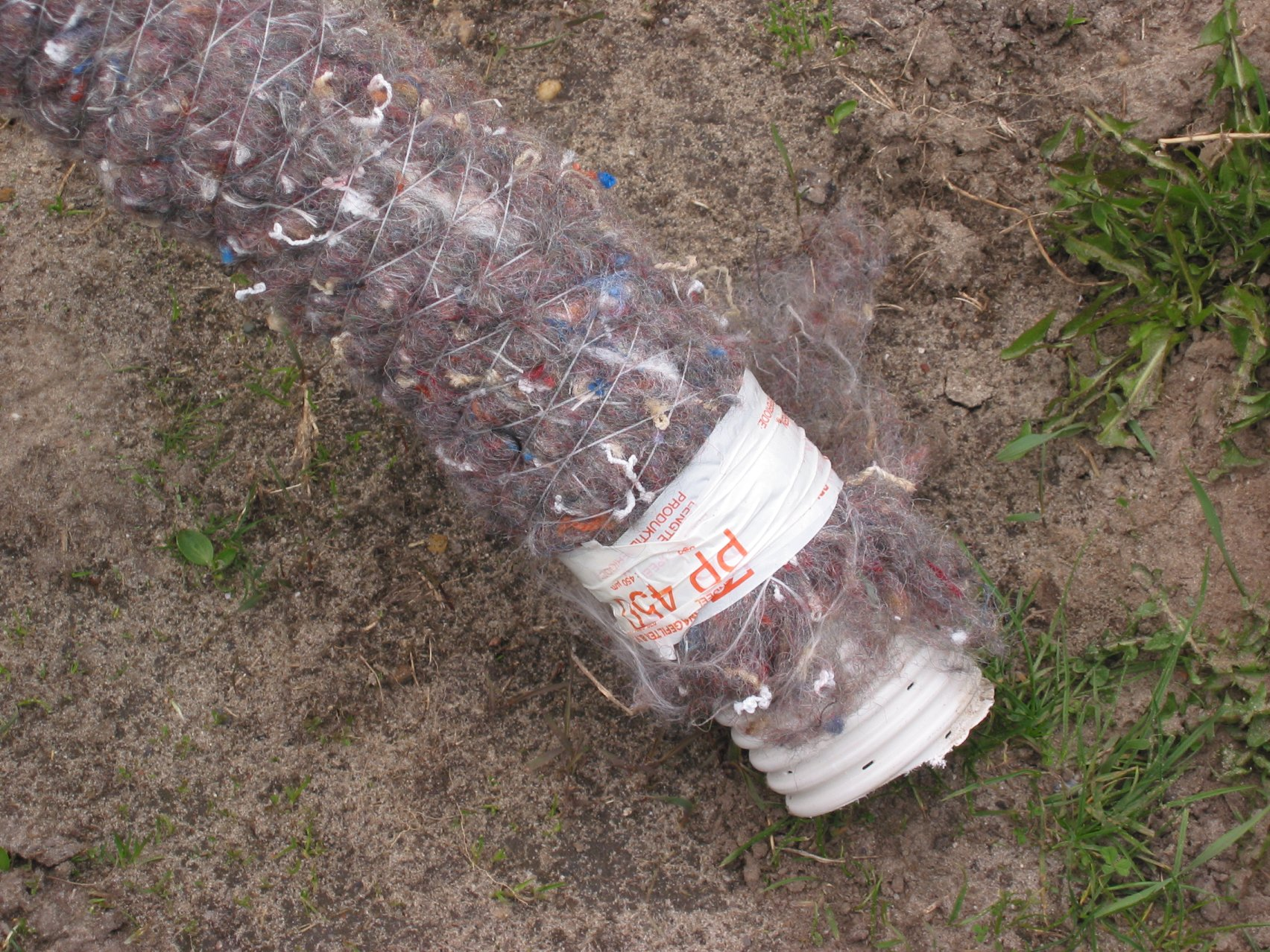
Drain de plastique et sa gaine anti-colmatage.

Le drainage, bien au-delà de la baisse du plafond de la nappe superficielle, a des impacts importants, directs et indirects, immédiats et différés, localement et à grande échelle, sur le cycle de l'eau, sur l'écologie du paysage et sur les cours d'eau, ainsi que sur le climat.
Il conduit parfois à une altération écologique et physique du paysage et des milieux naturels ou de certains agrosystèmes lorsqu'il a été pratiqué pour accroître les zones labourables ou l'intensité de l'agriculture, notamment dans le cas du drainage de vastes zones humides.
Quand elles sont importantes ou excessives, les opérations de drainage peuvent provoquer ou exacerber des sécheresses, favoriser des incendies ou la dégradation de sols tourbeux, et affecter certaines essences d'arbres non seulement dans leur croissance (aulne, peuplier, frêne), mais aussi dans la régénération naturelle de leurs peuplements.
Sur des millions d'hectares, des siècles ou des millénaires de drainage ont entraîné la disparition quasi totale ou totale de vastes zones humides (dont des zones saumâtres ou salées). Les vallées alluviales et leurs boisements, ainsi que les tourbières, sont les milieux qui ont été les plus drainés. La modernisation des outils permettant le drainage, comme le recours à de puissantes pompes de relevage, a souvent fait disparaître en quelques décennies des réseaux importants de ruisseaux, fossés, noues, zones d'expansion de crues et rivières non régulés. La disparition de ces éléments réduit l'eau disponible localement pour la faune et la flore naturelle et, parfois, pour l'approvisionnement local en eau potable, les loisirs, la pêche, le tourisme et d'autres activités. Elle contribue à la dégradation des sols et de la biodiversité et compromet les possibilités de les restaurer.
Le drainage moderne est essentiellement souterrain et invisibilisé. Il accentue fortement l'assèchement des sols en période estivale (sécheresses, érosion) et prive les nappes d'une partie de l'eau nécessaire à leur recharge. Il encourage souvent in fine l'irrigation, qui elle-même prélève dans les nappes d'eau au moment où elles sont généralement à leur niveau le plus bas. Toutefois, il permet de libérer régulièrement, y compris en période estivale, des quantités d'eau non négligeables.
Diverses études basées sur des mesures quantitatives et qualitatives des eaux issues de drains agricoles (par exemple : PIREN-SEINE 1996. Études picardes, études canadiennes) montrent que :
- Les drains sont efficaces dans les situations de "drainage intense" et contribuent à l'exacerbation des écoulements des rivières avec un transfert quasi immédiat des eaux de pluie vers les cours d'eau. Ceci explique dans certains bassins la survenue plus rapide des phénomènes d'inondation.

- L'évacuation de particules et de matières dissoutes est systématique, bien que modulé par la nature du sol et des cultures (engrais et pesticides rendent les sols plus sensibles au lessivage des matières organiques et particules fines). Elle est irrégulière (fortes variations intra et inter-annuelles). Le drainage agricole contribue néanmoins clairement à l'appauvrissement des sols (horizon Ap), concluait déjà l'étude française PIREN-SEINE en 1996.

- Combinés aux effets des pratiques agricoles telles que le désherbage chimique, le labour et l'utilisation d'engins lourds tassant les sols, le drainage a contribué dans de nombreuses régions d'Europe à l'accroissement considérable des charges sédimentaires des cours d'eau. Cet accroissement de la turbidité et de la sédimentation a de nombreux effets négatifs sur les écosystèmes d'eau douce et estuariens :

1. En réduisant l'habitat disponible pour la faune et la flore nécessitant une faible turbidité,
2. En accélérant le comblement des zones humides,
3. En augmentant les risques sanitaires pour les espèces,
4. En renforçant les émissions de CO2, d'oxyde nitreux et de méthane émis par les cours d'eau nés dans les zones cultivées ou en ayant traversé[10],[11].

Ce problème est important pour les petites zones humides telles les mares et les petits lacs situés dans des paysages ruraux, qui subissent déjà la pression des activités de drainage (baisse des nappes superficielles).
- Les MES exportées (matières en suspensions colloïdales ou microparticulaires) sont des particules très fines mais très réactives agronomiquement et chimiquement (absorption des polluants et en particulier des métaux lourds et pesticides qui peuvent agir en synergie et que l'on va retrouver dans les boues de curage, avec possibilité de réactions accentuant le caractère toxique des polluants. Par exemple: la méthylation du mercure fait devenir les MES très bioassimilables).
- À noter que les drains tubulaires sont en PVC (chlorure de polyvinyle), un des matériaux de produit de consommation les plus dangereux jamais créés, ce qui fait environ 3 millions de km de drains qui libèrent leurs toxiques (en particulier des phtalates) dans les sols et l'eau de drainage...

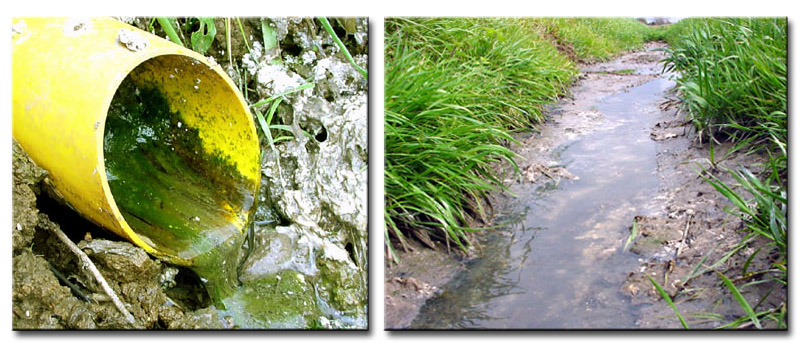

Le réseau de drainage évacue directement dans les fossés et/ou à la rivière des quantités importantes de nitrates et, surtout, de phosphates. Il y a une diminution parfois trompeuse de la concentration pendant le pic de crue (il s'agit en fait d'une simple dilution) qui se répercute dans la rivière et jusqu'en mer (marées vertes).
Une étude[réf. nécessaire] a détecté en Picardie jusqu'à 40 fois plus de pesticides dans les rejets de drainage que dans les eaux de ruissellement d'une partie comparable du bassin, mais non drainée, sachant qu'à cette époque le glyphosate (désherbant le plus utilisé) était très mal mesuré pour des raisons techniques, et sachant que certains pesticides sont très solubles dans l'eau, mais que d'autres sont fortement adsorbés par les particules du sol. Les engrais vont encourager la prolifération d'algues (booms planctoniques, problèmes des algues vertes et algues toxiques dans les mares, fossés, réservoirs et littoraux), parfois jusqu'à la dystrophisation, loin en aval, voire en mer (zones mortes).
L'impact écologique est majeur sur les zones humides et sur les tourbières lorsqu'elles ont été elles-mêmes drainées, même si les fossés et canaux de drainage peuvent provisoirement au moins favoriser quelques espèces patrimoniales. L'impact est d'abord discret lorsque le drainage agricole cerne totalement des bois ou massifs forestiers isolés et légèrement en surplomb, ou lorsqu'il concerne les zones aval d'alimentation des forêts (par exemple dans les forêts de Nieppe et de Marchiennes dans le Nord de la France, où la nappe a fortement baissé). Cela met en péril des chênes et une grande partie de la faune et de la flore qui faisaient la richesse de ces forêts parmi les plus productives de France en matière de biomasse et de qualité de bois. Un tiers de la forêt de Nieppe était autrefois inondée au moins 3 mois par an. En 1994, il ne restait qu'une seule mare en eau, mais les communes de l'aval du bassin versant étaient de plus en plus souvent inondées. L'impact du drainage se fait alors d'abord sentir lorsqu'une autre perturbation (en particulier incendie et/ou sécheresse) se conjugue au drainage. Il est alors souvent trop tard pour pouvoir rapidement retourner à la situation antérieure.
Dans son analyse de la loi canadienne visant la protection des habitats fauniques, la Société de la faune et des parcs du Québec considère que le drainage agricole est (avec les grandes coupes forestières) une des premières grandes causes directes ou indirectes de la régression des habitats faunistiques, en particulier des zones humides. En France et en Europe où le drainage agricole a été entamé il y a 8 000 ans environ mais s'est fortement développé ces dernières décennies, de nombreuses analyses vont dans le même sens. La très forte régression des zones humides aux XIXe et XXe siècles est essentiellement liée aux aménagements agricoles, mais aussi hydrauliques destinés à lutter contre les inondations. Certaines collectivités refusent maintenant de subventionner le drainage, comme la région Nord-Pas-de-Calais en France depuis les années 1990, ou la Région wallonne en Belgique pour les forêts de résineux.

### Impact climatique
Le drainage de mégaphorbiaies et de tourbières à des fins de conversion en terres labourables, en sylviculture ou en rizières est une forme d'artificialisation et d'anthropisation des paysages et milieux naturels inscrite dans la catégorie Utilisation des terres, changement d'affectation des terres et foresterie (UTCATF ou UTCAF, utilisée utilisée dans les inventaires sectoriels d'émissions de gaz à effet de serre) ; elle entraîne une augmentation de la teneur en oxygène et une destruction de la tourbe.

Drainer une tourbière supprime l'importante fonction de puits de carbone qu'avaient les tourbières ainsi détruites, et favorise la décomposition et minéralisation de la matière organique qui s'y était stockée depuis des siècles ou millénaires, dans la tourbe.
Cette décomposition libère d'importantes quantité de dioxyde de carbone (CO2), de méthane (CH4) ainsi que de protoxyde d'azote (N2O, en partie libéré par les apports d'engrais azotés) : trois gaz à effet de serre, qui contribuent de manière majeure à l'emballement du dérèglement climatique.
Selon une étude récente, parue en 2021 dans la revue Global Change Biology, les tourbières converties en terres agricoles sont une source importante de gaz à effet de serre. Elles émettent à elles seules environ un tiers des émissions de GES provenant des terres cultivées. Les données quantitatives collectées in situ suggèrent que les valeurs de référence utilisées par le GIEC pour ses modélisations sous-estimaient les émissions de N2O des tourbières converties en terres agricoles (elles peuvent perdre jusqu'à 1,86 Tg d'équivalent CO2/an).
Quand leur dégradation n'est pas encore irréversible, et qu'une remise en eau est possible, restaurer les tourbières (en rebouchant les fossés de drainage et via un plan de gestion le cas échéant) peut leur redonner une fonction de puits de carbone au milieu et plus largement restaurer tout ou partie des services écosystémiques antérieurement fournis par la tourbière.

## Le génie écologique pour mieux gérer les eaux de drainage agricole
L’agronome Dominique Soltner propose comme alternative que, dès les hauts du bassin versant, les drainages agricoles conservent l'eau sortant des drains, dans des mares et zones humides reconstituées, après que cette eau se soit un peu épurée en ruisselant au travers d’une bande enherbée.

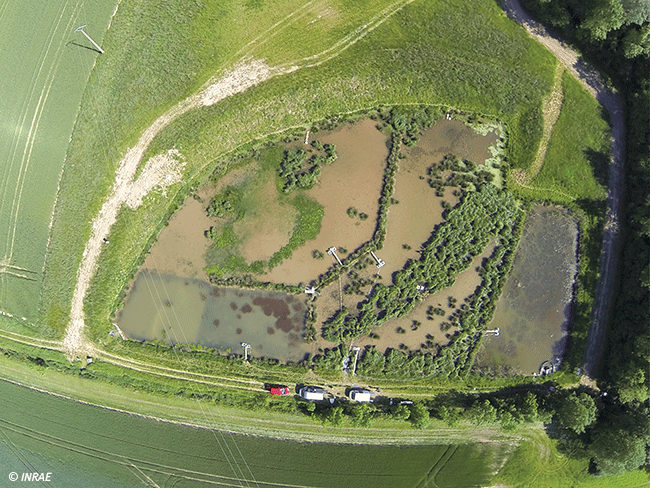
Photo aérienne de la zone tampon humide artificielle de Rampillon (Seine-et-Marne) située à l'exutoire d'un bassin versant drainé de 355 ha. @INRAE.

À INRAE, les chercheurs travaillent depuis plus de 15 ans sur les méthodes de remédiation des eaux de drainage à la sortie des collecteurs. Ils ont notamment mis au point des bassins de rétention des eaux de drainage permettant d'abattre de façon significative les taux de nitrates et de pesticides des eaux de drainage en sortie de tuyaux. Le concept de zone tampon humide artificielle (ZTHA) est né de leurs travaux. Il s'agit d'une interface paysagère se rapprochant des milieux humides comme les zones humides ou les mares. "Elles permettent d’intercepter les écoulements de sub-surface issus du drainage agricole. Les écoulements sont interceptés dans des dispositifs végétalisés puis stockés temporairement pour favoriser leur phyto-épuration, avant d’être restitués dans le milieu naturel". Des ZTHA pilotes ont été mises en place en France dans le cadre de différents projets de recherche : dans la commune d’Aulnoy en Seine-et-Marne, à l’exutoire d’un bassin versant drainé de 35 ha (projet PIREN-Seine) ; à Bray en Indre-et-Loire, recueillant les eaux de drainage d’un bassin versant de 46 ha (projet LIFE ArtWET). Une expérimentation d’implantation de plusieurs ZTHA sur un bassin versant drainé de 355 ha a été mise en œuvre en 2010 dans la commune de Rampillon, en Seine-et-Marne Après une concertation avec les agriculteurs, la ZTHA a une surface de 5600 m², un volume de 2500 m3 , soit un ratio surface ZTHA sur surface drainée de 0,15% (7 m3 par hectare drainé) pour un coût estimé de 340 euros/ha cultivé. Suivie expérimentalement depuis 2012 dans le cadre de plusieurs projets de recherche, les relevés ont permis de montrer "une réduction moyenne de 15 % sur les nitrates, et de 22 % en moyenne tous pesticides confondus (variant de 80 % pour la pendiméthaline à 0 % pour le clopyralide), en lien avec son dimensionnement réduit (7 m3 /ha drainé contre 75 m3 /ha recommandé à la suite de ces résultats pour un objectif moyen de 50 % de réduction). Aucune accumulation de pesticides n’a été révélée sur les sédiments, après huit années de fonctionnement. La ZTHA émet peu de gaz à effet de serre (très faibles émissions de N2O < 0,1 % de l’azote dénitrifié, un bilan carbone positif)". Pour les scientifiques, la mise en place d'une ZTHA ne doit pas être considérée comme un droit à polluer pour les exploitants agricoles mais doit s'accompagner de pratiques agricoles limitant l'usage d'intrants.

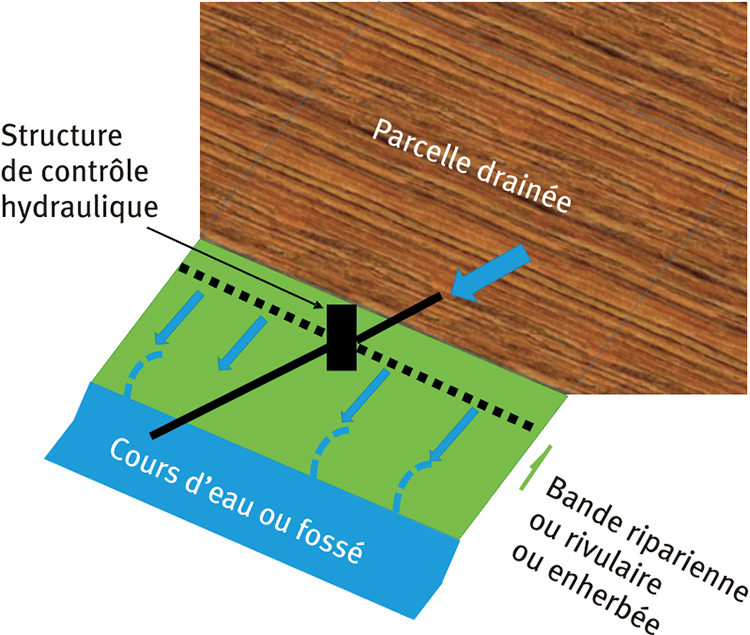
Schéma de fonctionnement d’un SRB (saturated riparian buffer) ou IBZ (Integrated buffer zone) qui consiste à inonder la zone riparienne d'un cours d'eau. @Tournebize-INRAE

Inonder artificiellement la zone riparienne est une autre solution proposée par les scientifiques : "l’idée est d’intercepter le collecteur avant le rejet dans le réseau hydrographique et de répartir l’eau sous la zone riparienne le long du cours d’eau dans le sol par une gestion hydraulique artificielle. Une fraction des écoulements contribue à la sub-inondation de la zone riparienne dont on aura au préalable vérifié la teneur en carbone organique du sol, générant des conditions favorables à la dénitrification." Selon les auteurs, s’agit de la « saturated riparian buffer » ou « integrated buffer zones ». Une étude menée en 2019 en Iowa, a montré que l'efficacité moyenne mesurée s’élève à 90 % du flux de nitrate intercepté et déversé sur le linéaire de drainage parallèle, soit 35 % du flux total à l’exutoire des réseaux de drainage.

## Irréversibilité?

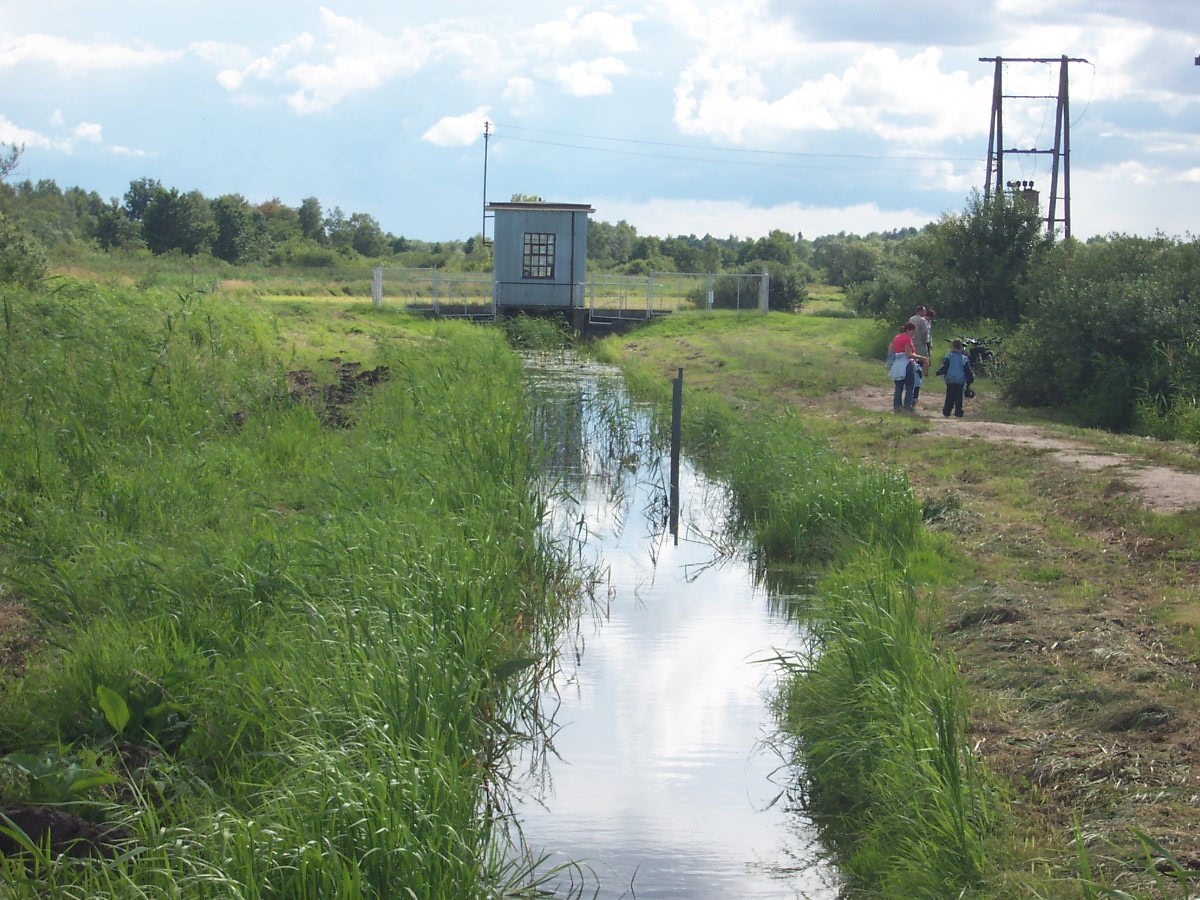
Les moulins drainaient quand il y avait du vent, les pompes électriques peuvent fonctionner toute l'année.

La disparition de l’eau superficielle et le système drainage-irrigation quand il est intensif peuvent avoir amorcé des phénomènes irréversibles à échelle de temps humaine (baisse de nappes, surcreusement de rivières, sécheresse chronique avec dégradation des sols, minéralisation des tourbières…). Le génie écologique apporte parfois des alternatives fiables, via la renaturation, le détubage de cours d’eau, la restauration de réseaux de zones humides, (restauration de tourbières au Canada). Lors d'un colloque sur les zones humides, la présidente de l’agence de l’eau Artois-Picardie Annick Delelis a même évoqué le 30 mars 2001 à Douai (Nord, France) qu’il faudrait peut-être aussi commencer à « dé-drainer ».
Certaines tourbes une fois desséchées se minéralisent et ne peuvent plus retenir l’eau.
De même, une couche d’argile d’un ou deux mètres d’épaisseur, une fois craquelée et desséchée par les effets d’une saison sèche exacerbée par le drainage, peut mettre plusieurs années à retrouver son pouvoir de rétention d’eau, et le réseau de fentes (qui dans ce cas atteignent couramment un mètre de profondeur et parfois jusqu'à deux) peut parfois accélérer la fuite de l’eau vers les vallées. Ce réseau de fentes peut aussi permettre la circulation privilégiée et accélérée d’eau polluée par accident ou à la suite par exemple d'épandages de lisiers qui sont alors éventuellement directement en contact avec la nappe lorsque cette dernière est sub-affleurante.

## En France

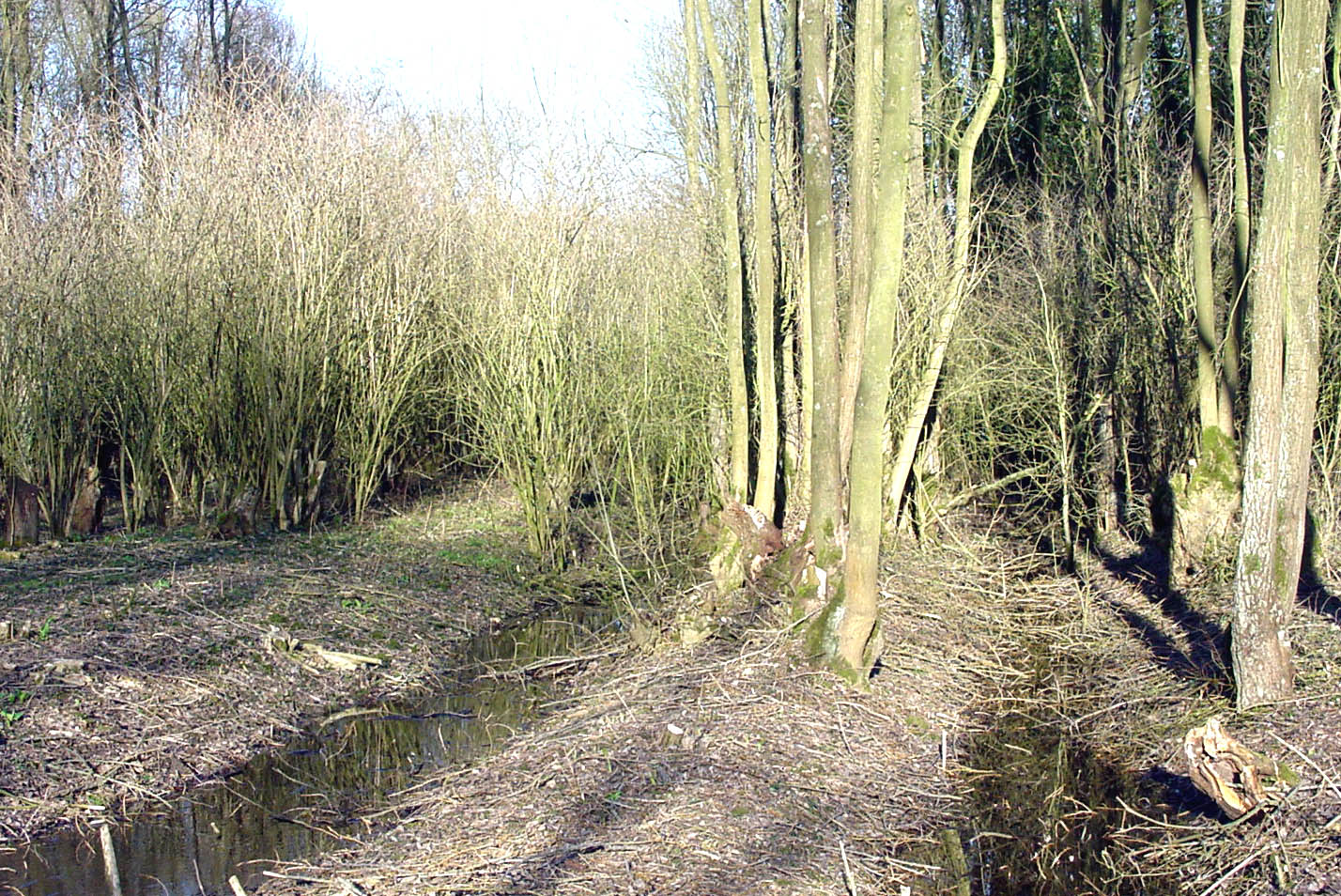
Les peupliers et les saules poussent dans l'eau et ont une grande capacité à pomper l'eau et à l'éliminer par leur évapotranspiration. C'est pourquoi ils ont souvent été plantés le long de fossés de drainage.

Les deux derniers recensements agricoles français ont montré une « modernisation » continue des équipements et une progression générale de l'hydraulique agricole (irrigation et drainage). Dans le même temps, l’urbanisme et les routes ont engendré de nombreux remembrements et modifications de l’hydraulique, avec une croissance régulière de la surface des sols imperméabilisés, notamment dans les vallées et sur les littoraux où sont situées la plupart des villes.

### Organisation, rôle des collectivités et aides financières
La mise en place et les évolutions d'un système de drainage font intervenir plusieurs acteurs : agriculteurs, chambre d'agriculture, association syndicale, administrations de l'État (DRAAF, DDTM et DREAL), communes, conseil départemental, bureau d'étude et riverains.
Selon l’article L.2224-10 du Code général des collectivités territoriales, celles-ci et leurs groupements délimitent, après enquête publique :
- Les zones où des mesures doivent être prises pour limiter l’imperméabilisation des sols et assurer la maîtrise du débit et de l’écoulement des eaux pluviales et de ruissellement (« Maîtriser » ne signifie pas nécessairement se débarrasser de l’eau, au risque d’en manquer ensuite : Les SDAGE et la DCE engagent les acteurs de l’aménagement du territoire à mettre en place une gestion cohérente et partagée de la ressource du haut des bassins versants à la mer).
- Les zones où il est nécessaire de prévoir des installations pour assurer la collecte, le stockage éventuel et, autant que de besoin, le traitement des eaux pluviales et de ruissellement lorsque la pollution qu’elles apportent au milieu aquatique risque de nuire gravement à l’efficacité des dispositifs d’assainissement (les eaux issues de drainage, souvent polluées par les nitrates et pesticides, ne sont souvent ni considérées comme eaux pluviales ni comme eaux de ruissellement).

De plus en plus, ce sont souvent les départements qui financent le drainage agricole, avec les DRAF. Il leur est souvent reproché de ne pas imposer de véritables études d’impact et mesures compensatoires. Théoriquement, les crédits européens imposent une étude d’impact et le cas échéant des mesures compensatoires, mais ce sont les États membres qui subsidiairement doivent vérifier que l’utilisation des crédits européens n’a pas généré d’impacts négatifs.

### Accompagnement de projet agricole de drainage respectueux des zones humides
Le réseau des Chambres d’agriculture (APCA) a développé un certain nombre d'outils, comme le guide national sur les zones humides ou le diagnostic de zones humides permettant aux conseillers d’accompagner les exploitants agricoles à chaque étape du projet jusqu’à la réalisation des travaux.
Le diagnostic d'une zone humide nécessitant des compétences dans différents domaines (hydrologie, écologie et pédologie), il doit être effectué par un professionnel. En 2020, 14 Chambres d’agriculture réalisent déjà des diagnostics de zones humides au titre de l’arrêté zones humides 2008/2009 et quinze envisagent de le mettre en place à court terme.
"Une fois la zone humide déterminée, ce diagnostic permet d’appliquer la séquence « Éviter-Réduire-Compenser », le but premier étant d’informer l’exploitant sur la présence de zones humides et de chercher à éviter le plus possible tout impact sur ce milieu lors de la réalisation des travaux. En l’absence de zones humides au titre de la police de l’eau, le diagnostic permet de sécuriser l’exploitant avant toute intervention sur sa parcelle".

### Labellisation d'un drainage responsable
L’association ANDHAR-Draineurs de France a développé le Label’Andhar comme un label de qualité attribué aux opérateurs de drainage volontaires engagés dans un drainage responsable, c’est-à-dire respectueux des valeurs environnementales, économiques et sociales.
Le Label’Andhar porte sur neuf thèmes : la qualité du conseil apporté au maître d’ouvrage sur le projet, la prise en considération des enjeux environnementaux, l’impératif et la qualité des études préalables, la conduite du projet en relation avec le maître d’ouvrage, la formation et la sécurité du personnel, l’utilisation de matériel adapté et techniques de pose adéquates, la réalisation des travaux dans les règles de l’art, la garantie des travaux et les conseils après drainage, la valorisation des métiers.
En 2020, six opérateurs de drainage ont été certifiés par ce Label.

## Galerie

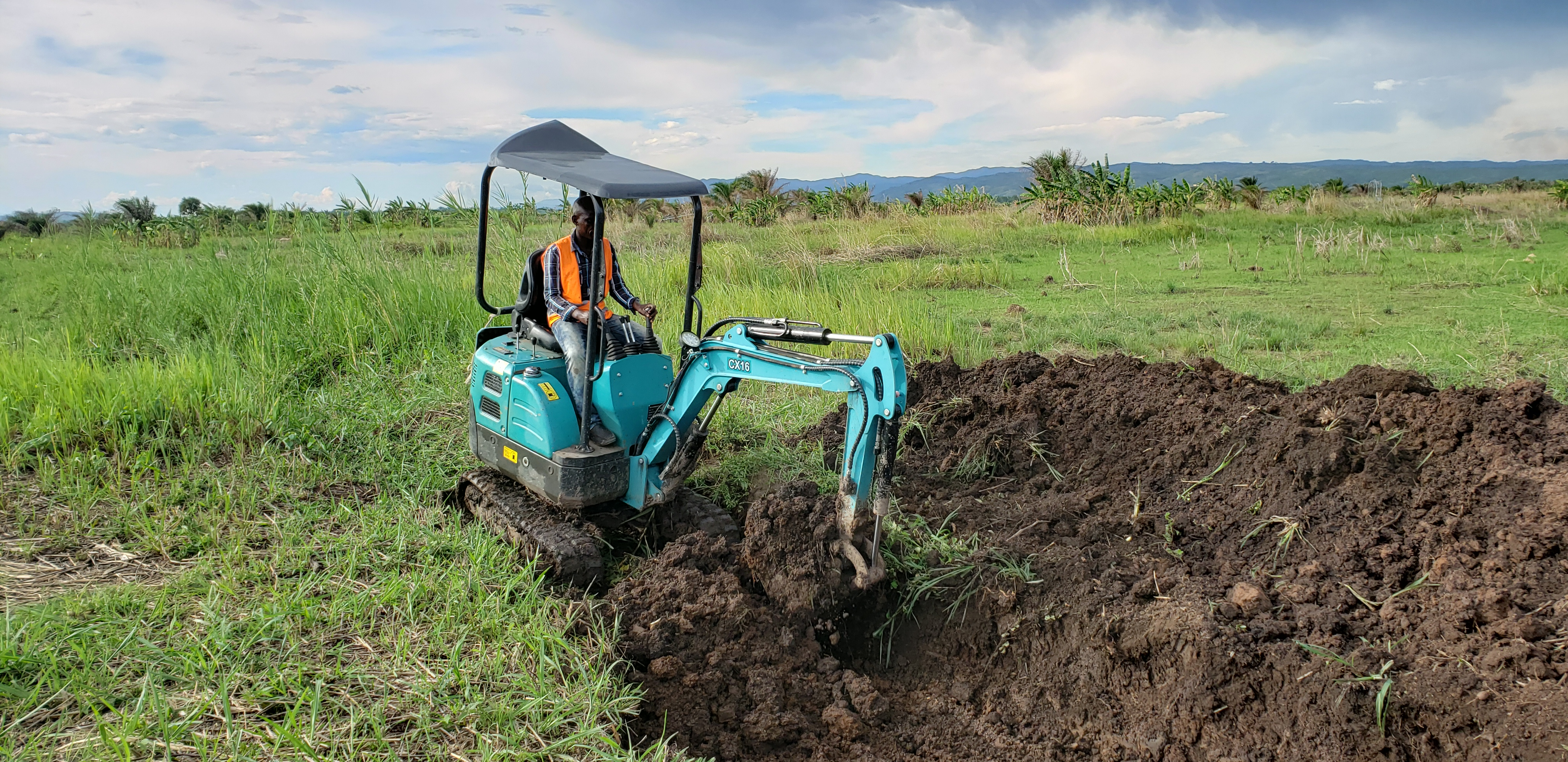
Drainage d'un bas-fond en République démocratique du Congo.
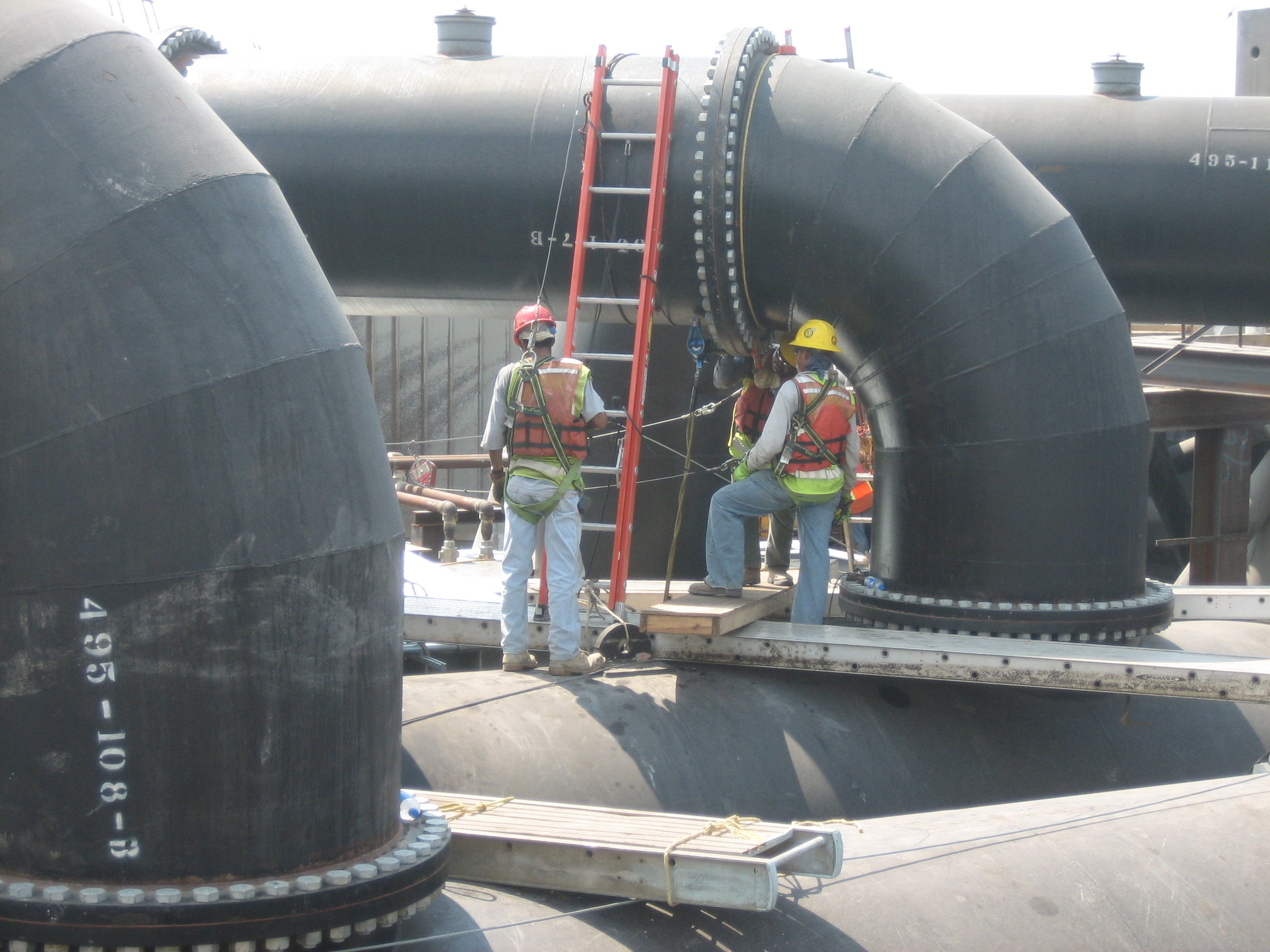
À la Nouvelle Orléans, comme aux Pays-Bas ou dans le Nord de la France, les pompes électriques ont remplacé les moulins ou les écluses, permettant le dénoiement de vastes zones.
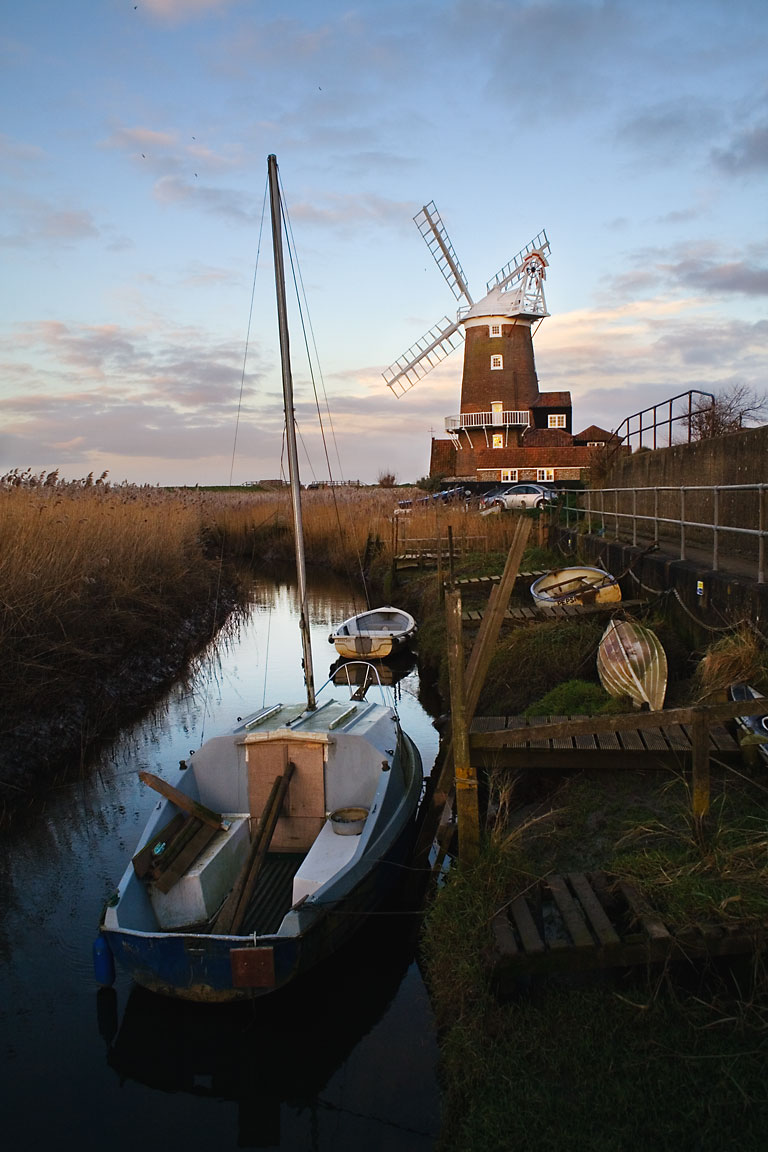
Les canaux de drainage servent accessoirement de voie de transport (marais de Norfolk, Royaume-Uni).
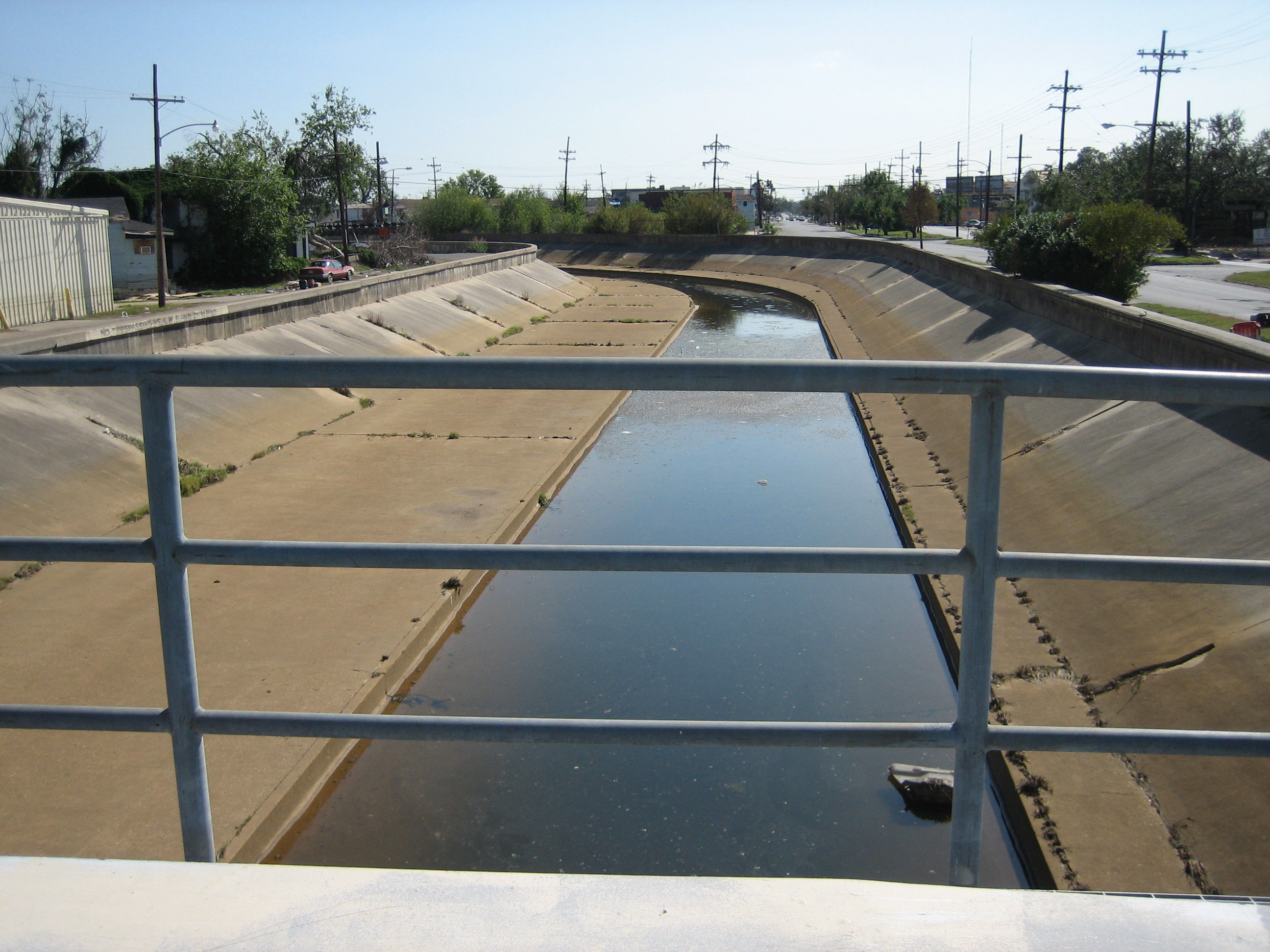
Certains fossés de drainage sont étanches et ont un profil évasé leur permettant théoriquement d'absorber ou « tamponner » une crue brutale, le temps que les pompages électriques envoient l'eau à la mer (Collecteur de drainage, Nouvelle-Orléans).
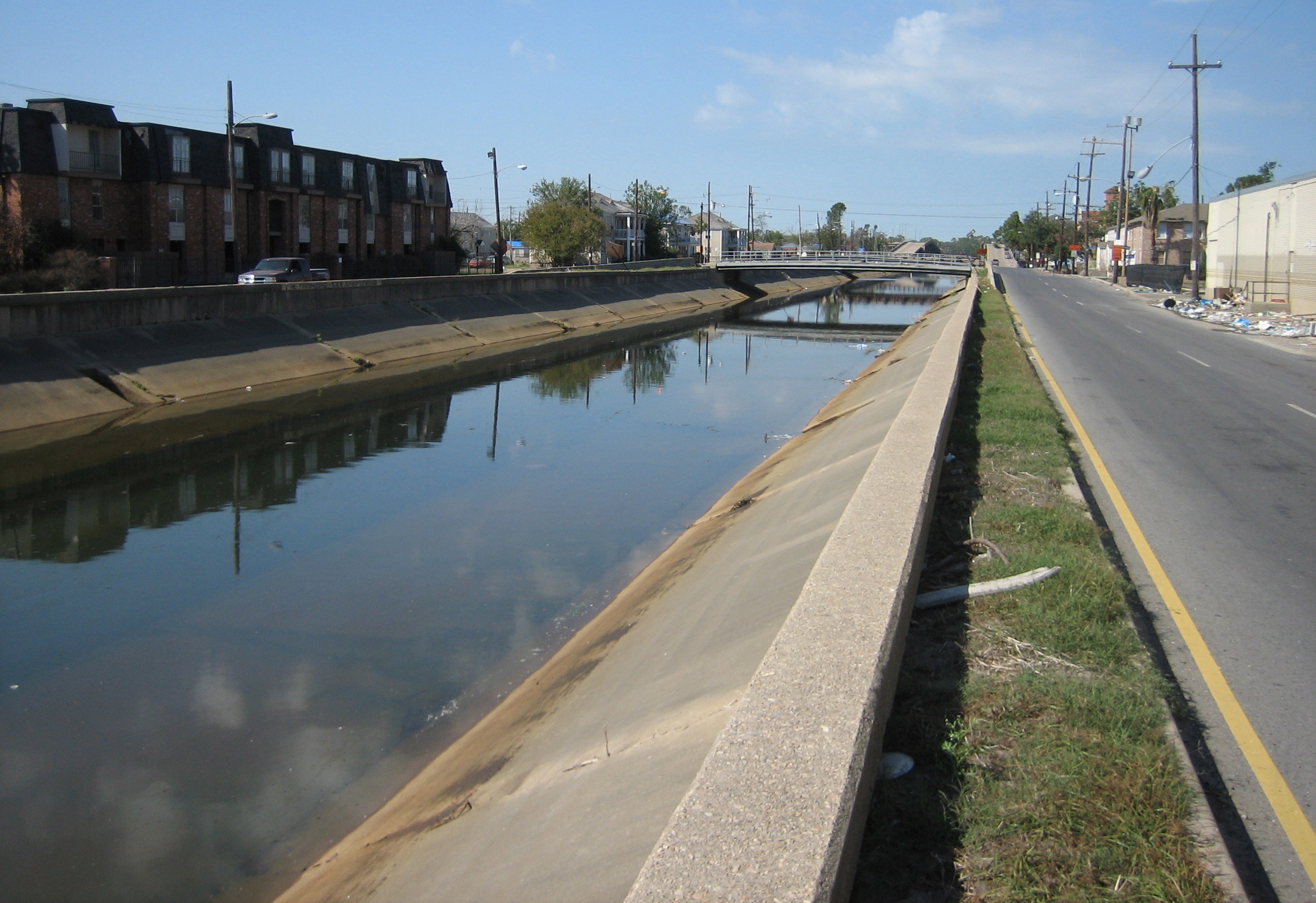
Ce type de berge artificielle est un puissant facteur de fragmentation écologique.
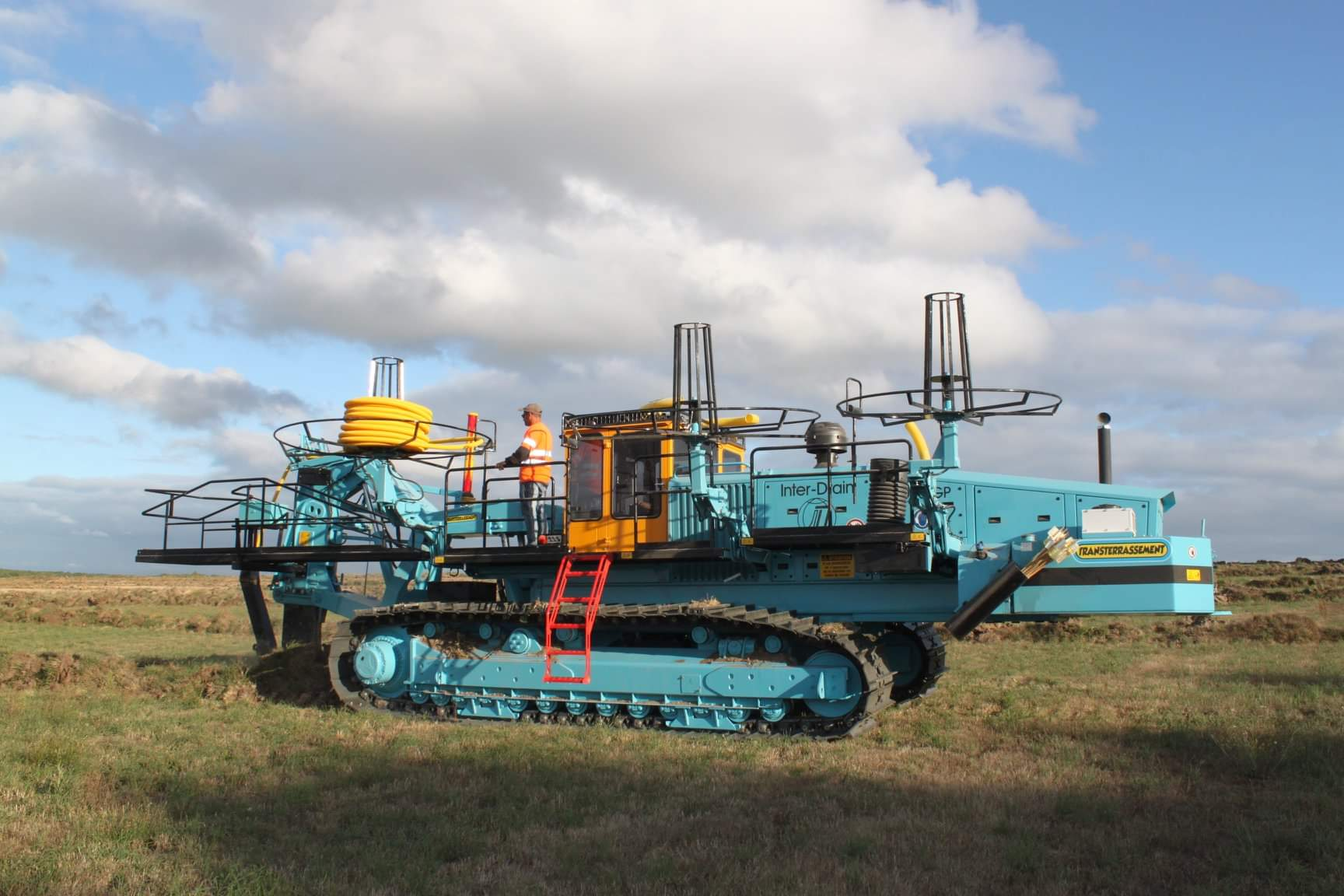
Draineuse : Type sous-soleur.
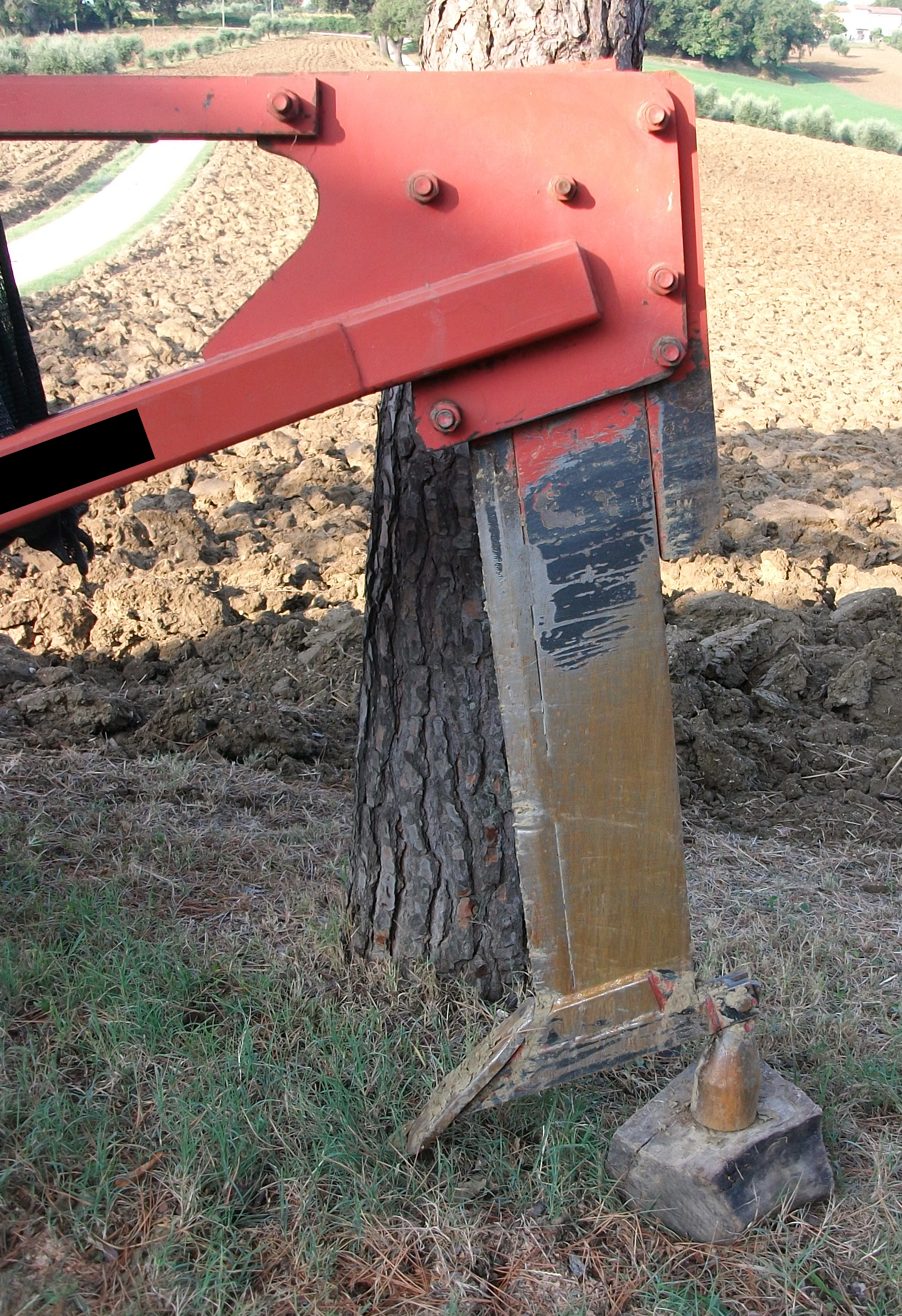
Charrue-taupe pour créer des canaux de drainage, appelés galeries-taupe